# Hoffmannseggia lactea
Hoffmannseggia lactea là một loài thực vật có hoa trong họ Đậu. Loài này được (Schinz) Schinz miêu tả khoa học đầu tiên.